# Acanthuroidei
Az Acanthuroidei a sugarasúszójú halak (Actinopterygii) osztályába és a sügéralakúak (Perciformes) rendjébe tartozó alrend.

## Rendszerezés
Az alrendbe az alábbi 6 család tartozik
- doktorhalfélék (Acanthuridae)
- sertésfogúhal-félék (Ephippidae)
- Luvaridae
- árgushalfélék (Scatophagidae)
- nyúlhalfélék (Siganidae)
- szarvashalak (Zanclidae)